# Championnat du Vietnam féminin de football
Le championnat du Vietnam de football féminin est une compétition de football féminin créée en 1998.

## Compétition
Actuellement, elle se dispute avec 7 clubs. Les équipes ayant participé à la saison 2022 sont :
- TP Hồ Chí Minh I
- TP Hồ Chí Minh II
- Hà Nội I
- Hà Nội II
- Than KSVN
- Thái Nguyên T&T
- Phong Phú Hà Nam[1]

## Palmarès
| Saison | Champion                 |
| ------ | ------------------------ |
| 1998   | Ha Noi                   |
| 1999   | Ha Noi                   |
| 2000   | Ha Noi                   |
| 2001   | Ha Noi                   |
| 2002   | Than Po Ho Chi Minh      |
| 2003   | Ha Noi                   |
| 2004   | Than Po Ho Chi Minh      |
| 2005   | Than Po Ho Chi Minh      |
| 2006   | Ha Tay                   |
| 2007   | Than Khoang San Viet Nam |
| 2008   | Ha Noi                   |
| 2009   | Ha Noi                   |
| 2010   | Than Po Ho Chi Minh      |
| 2011   | Ha Noi                   |
| 2012   | Than Khoang San Viet Nam |
| 2013   | Ha Noi                   |
| 2014   | Ha Noi                   |
| 2015   | Than Po Ho Chi Minh      |
| 2016   | Than Po Ho Chi Minh      |
| 2017   | Than Po Ho Chi Minh      |
| 2018   | Phong Phu Ha Nam         |
| 2019   | Than Po Ho Chi Minh      |
| 2020   | Than Po Ho Chi Minh      |
| 2021   | Than Po Ho Chi Minh      |
| 2022   | Than Po Ho Chi Minh      |
| 2023   | Than Po Ho Chi Minh      |
| 2024   | Than Po Ho Chi Minh      |

## Bilan par clubs
- 13 titres : Than Po Ho Chi Minh
- 10 titres : Ha Noi
- 2 titres : Than Khoang San Viet Nam
- 1 titre : Ha Tay, Phong Phu Ha Nam